# Xylocoris formicetorum
Xylocoris formicetorum är en insektsart som först beskrevs av Karl Henrik Boheman 1844.  Xylocoris formicetorum ingår i släktet Xylocoris, och familjen näbbskinnbaggar. Arten är reproducerande i Sverige.